# 冒牌货

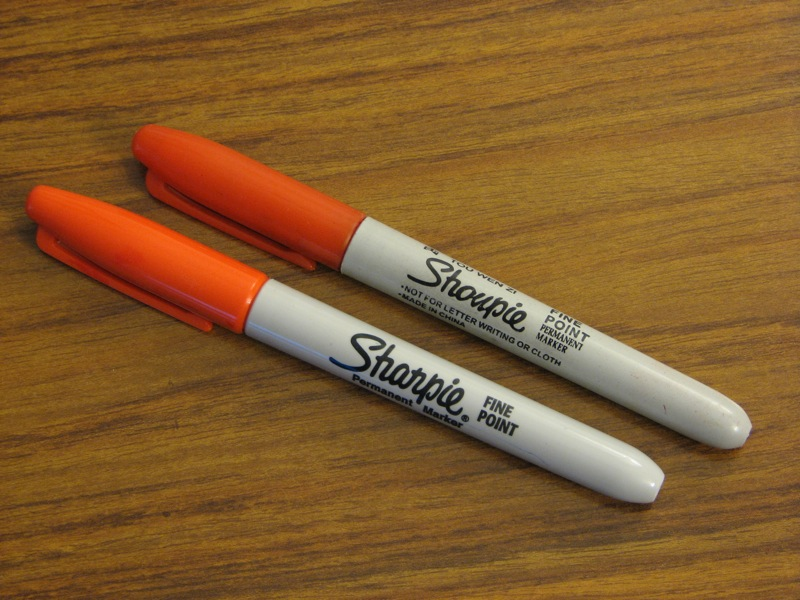
兩支筆，上面的是冒牌貨

冒牌貨（俗称A货），是假冒其他品牌或涉嫌侵犯版權的商品，在發展中國家常見，由于法律及监管等不足，冒牌货经常作为正版货出售。
冒牌貨是黑社會的盈利來源之一，所以各发达国警察非常重視此項議題並予以打击。
假冒消费品（或假冒、欺诈和可疑物品 （CFSI））是指未经品牌所有者授权以他人品牌名义制造或销售的商品，通常品質低劣。口语术语“仿冒品”或“仿冒品”（复制品）通常与假冒产品互换使用，尽管它们的法律含义并不相同。
此类商品的销售商可以通过假冒品牌所有者制造的商品来侵犯品牌所有者的商标、专利或版权。2013年，假冒产品占世界贸易的5%至7%，2014年估计全球损失了250万个工作岗位。假冒产品几乎存在于每个行业。
假冒商品的蔓延遍及全球，国际商会（ICC）在2008年估计，所有假冒商品的全球价值每年为6500亿美元，到2015年将增加到1.77万亿美元。主要是美国、英国、德国、奥地利、意大利、法国、西班牙、荷兰、比利时、瑞士、丹麦、瑞典、挪威、芬兰、韩国和日本等国家受到的打击最为严重，因为它们的经济在生产受知识产权和商标保护的高价值产品方面蓬勃发展。